# Route nationale 736
La route nationale 736 ou RN 736 était une route nationale française reliant Ruffec à Saint-Fort-sur-le-Né. À la suite de la réforme de 1972, elle a été déclassée en RD 736.

## Ancien tracé de Ruffec à Saint-Fort-sur-le-Né (D 736)
- Ruffec
- Courcôme
- Tusson
- Aigre
- Gourville
- Rouillac
- Plaizac
- Sigogne
- Les Métairies
- Jarnac
- Segonzac
- Juillac-le-Coq
- Saint-Fort-sur-le-Né